# Stanza della Segnatura

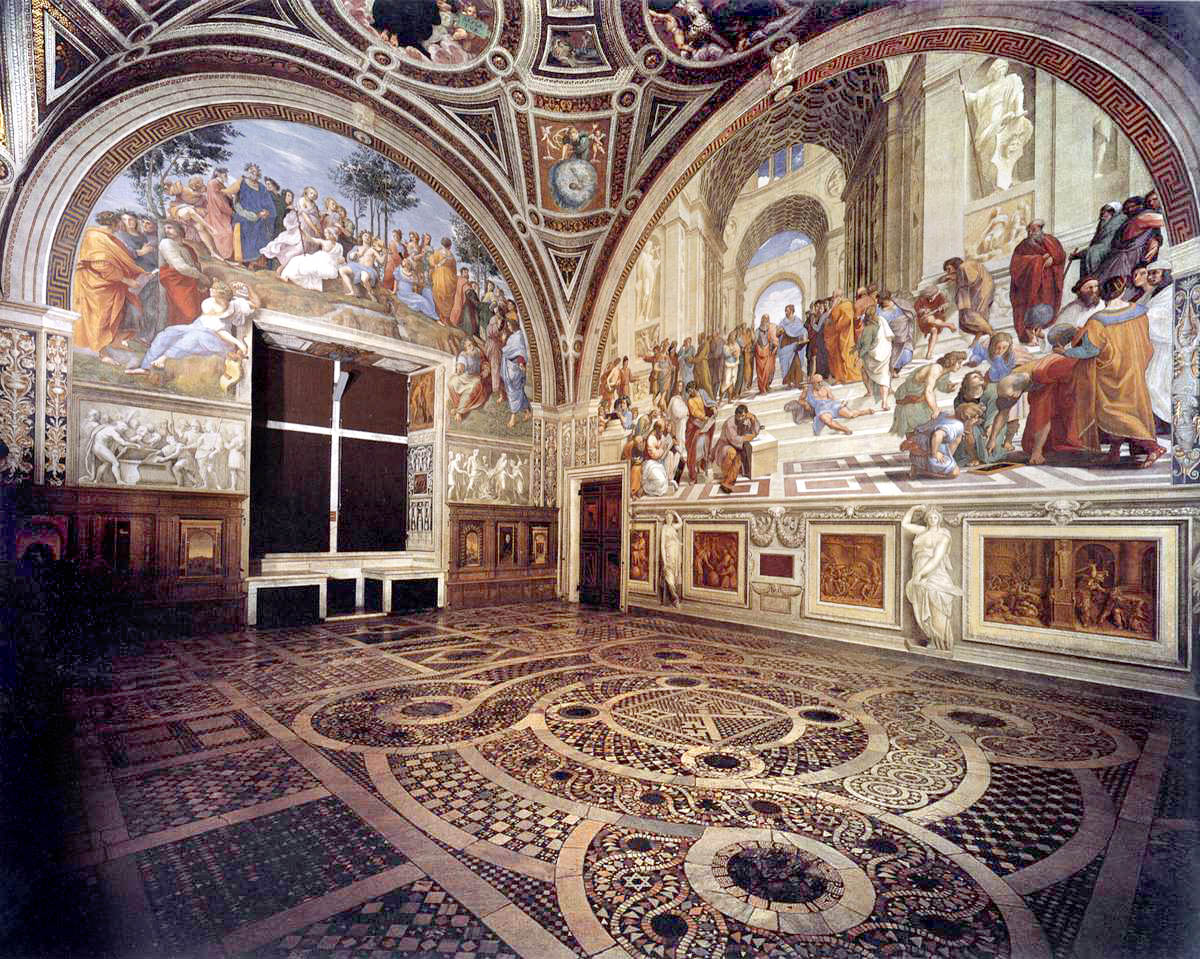
De Stanza della Segnatura, onderdeel van de Stanze di Raffaello.

De Stanza Della Segnatura is een zaal op de tweede verdieping van het Apostolisch Paleis in Vaticaanstad, onderdeel van de Stanze di Raffaello. De zaal was bedoeld als de bibliotheek van paus Julius II en is tegenwoordig te bezichtigen als onderdeel van de Vaticaanse musea. De Stanza Della Segnatura is beroemd vanwege de frescoschilderingen van de kunstschilder Rafaël Santi uit de jaren 1508-1511.

## Ontwerp en concept
De zaal ligt boven het Appartamento Borgia, dat gedecoreerd was door Pinturicchio. Paus Julius had een groep kunstenaars opdracht gegeven om er fresco's aan te brengen. Maar toen hij voorbeelden onder ogen kreeg van de kunstschilder Rafaël, was hij zo onder de indruk dat hij de andere schilders ontsloeg, de reeds voltooide schilderingen liet verwijderen en Rafaël volledig de vrije hand gaf.
De ruimte was aanvankelijk bestemd voor de pauselijke bibliotheek, maar werd later de zetel van het kerkelijk tribunaal en kreeg daarom de naam Stanza della Segnatura. De onderwerpen waren voorgeschreven door de paus. Ze zijn geïnspireerd op de neoplatonische doctrine en vormen een cirkel die bedoeld is om de Idee van Waarheid, van Goedheid en van Schoonheid te verheerlijken. De schilderingen zinspelen op de vier takken van de humanistische studie: theologie, filosofie, poëzie en rechtswetenschap, die gepersonificeerd worden in medaillons op het plafond.

## Dispuut over het Heilige Sacrament
Het eerste fresco, het Debat of Dispuut over het Heilige Sacrament genaamd, is gemaakt in 1508 of 1509. Het is een uitbeelding van de theologie, gerepresenteerd door een aantal heiligen en katholieke kerkleraren. Het is de aanvullende weg naar de Waarheid, te bereiken door het geloof en openbaring.

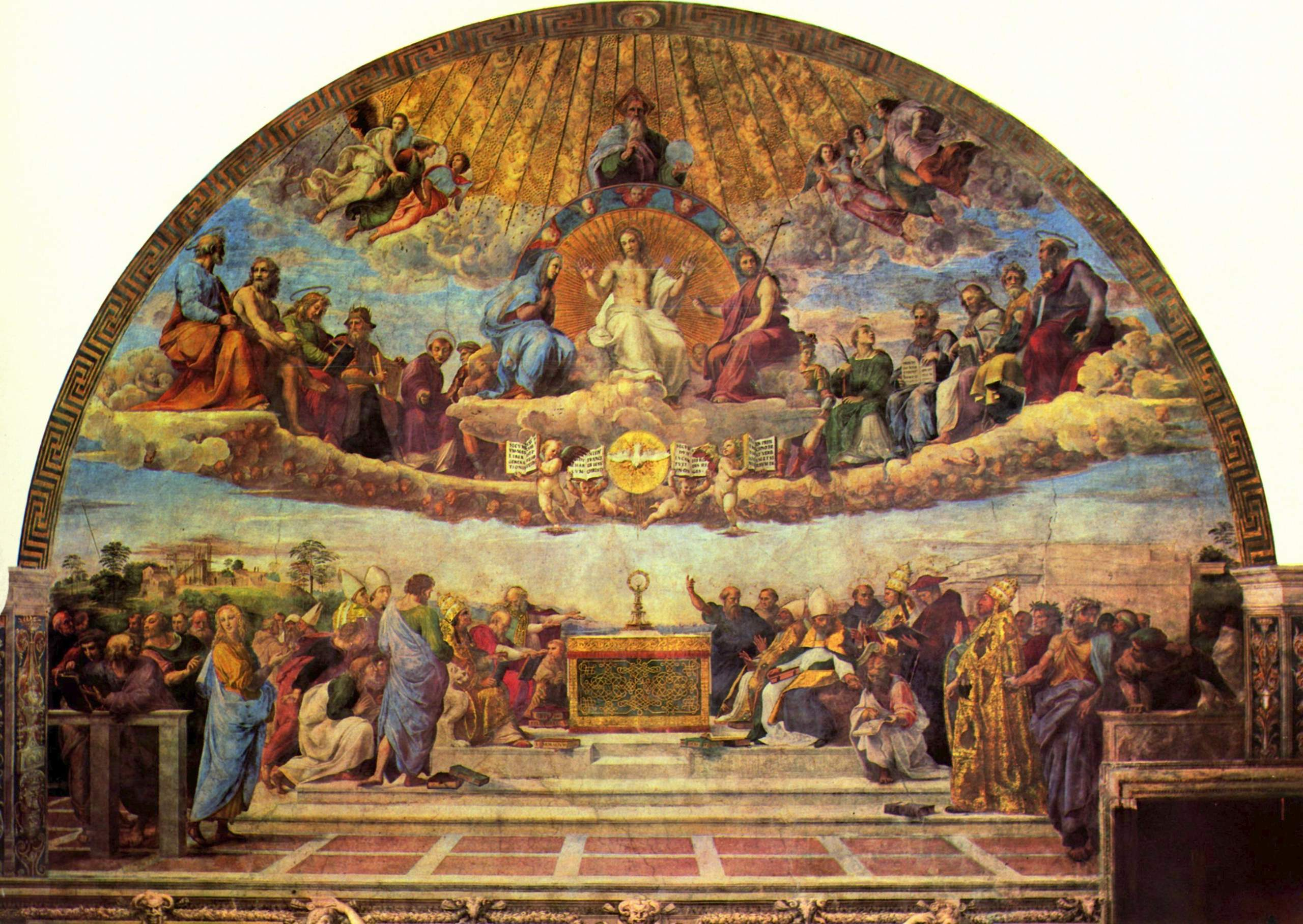
Rafaël, Dispuut over het Heilige Sacrament

## School van Athene
Het tweede fresco in deze kamer heet de School van Athene of Atheense School (Scuola d'Atene). Het stelt Filosofie en haar rationele zoektocht naar de Waarheid voor, een belangrijk fresco, gemaakt eind 1509. Voor de Scuola d'Atene liet Rafaël het oude systeem van allegorische personificaties van abstracte ideeën los (behalve voor de medaillons) ten gunste van scènes waarin historische figuren de onderwerpen voorstellen. Hij arrangeerde een ideale samenkomst van denkers die filosofische debatten voeren, onderwijzen, praten, nadenken, met verdiepte expressies van mentale concentratie. De gelaatstrekken van de figuren op de voorgrond duiden op portretten. De relatie tussen de antieke personen en de personen uit Rafaëls tijd geven een ongewone concreetheid aan de hele compositie.
Links bovenaan staat Socrates en hij betovert zijn publiek met zijn woorden. Zijn woeste uiterlijk lijkt op een satyr of Silenus. In het midden staan Plato en Aristoteles, converserend met elkaar. Een enkel gebaar symboliseert de kern van hun filosofie: Plato wijst naar boven, Aristoteles strekt zijn arm voor hem, met zijn handpalm naar de aarde gericht. Sommige kunsthistorici zeggen dat Plato op Leonardo da Vinci lijkt. De figuur op de voorgrond, die op een vierkant blok steen leunt, stelt Heraclitus voor en heeft de trekken van Michelangelo. De man, links, met een witte toga aan die zich met een glimlach omdraait heeft de gelaatstrekken van hertog Francesco Maria van Urbino (een oomzegger van Julius II). Het hoofd van het kind, achter Epicurus, wiens hoofd omkranst is met wijnbladeren, lijkt op de jonge Federigo Gonzaga. Rechts staat Euclides afgebeeld, bukkend om de voorwaarden van een principe te tekenen met kompassen, met de gelaatstrekken van Bramante en iets verder naar achter staan twee jongemannen bij elkaar: Rafaël (zwarte hoed) en Sodoma (witte hoed). De man die voor Aristoteles op de trappen ligt, is Diogenes. Het groepje links onderin met een boek en een bord waarop een principe is uitgetekend bestaat uit onder meer Pythagoras en Averroës.

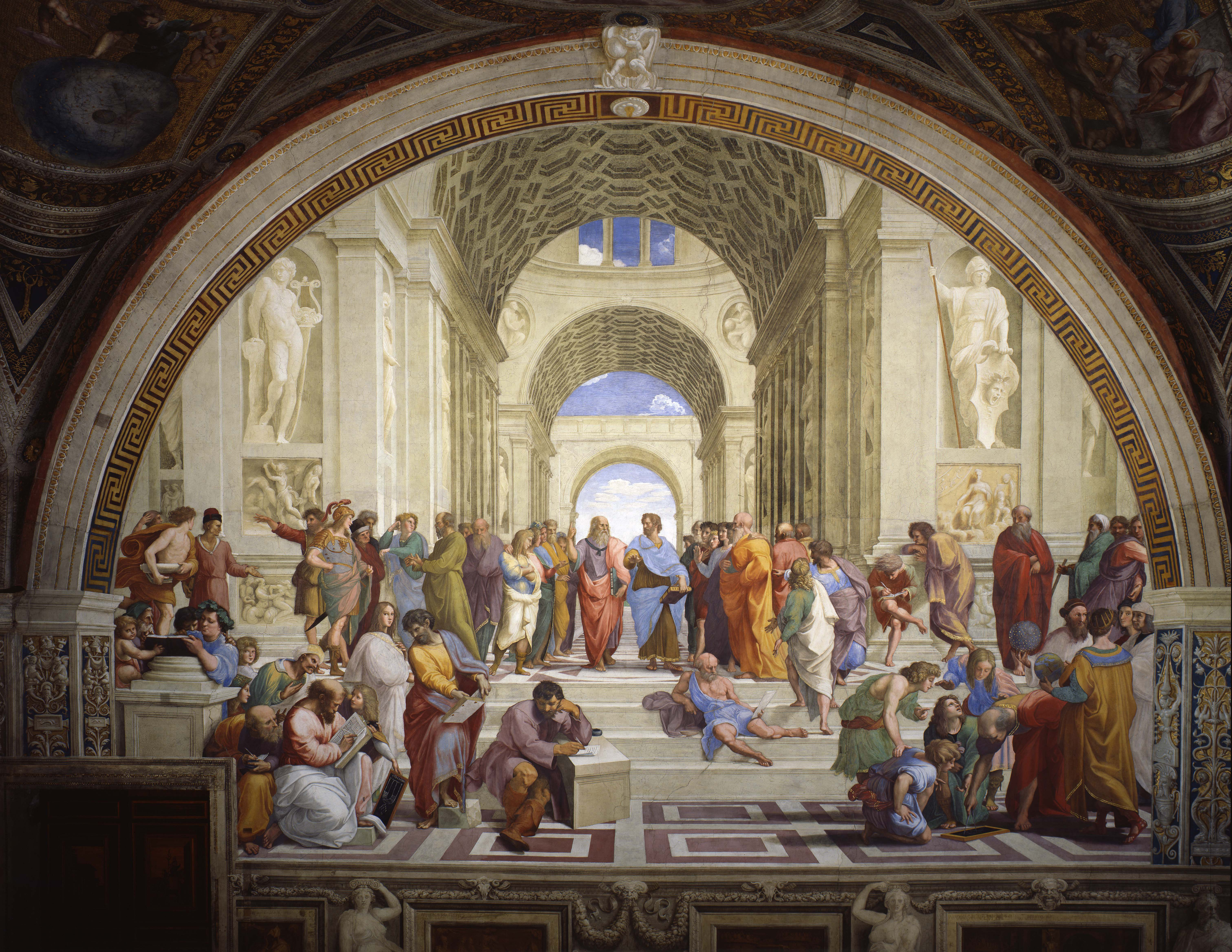
Rafaël, De Atheense School

## Parnassus (Parnassos)
Het derde fresco, een muur gewijd aan de Literatuur, laat klassieke en moderne schrijvers zien, verzameld rond de god Apollo en de Muzen op de berg Parnassus. Het is gemaakt aan het eind van 1509 en het begin van 1510. De vierde muur is opgesplitst in twee delen met Burgerlijk Recht op het deel grenzend aan de Scuola d'Atene, en het Kerkelijk Recht naast het Dispuut. Zo heeft Rafaël een perfecte balans gecreëerd tussen de verschillende stromingen in de christelijke humanistische cultuur.

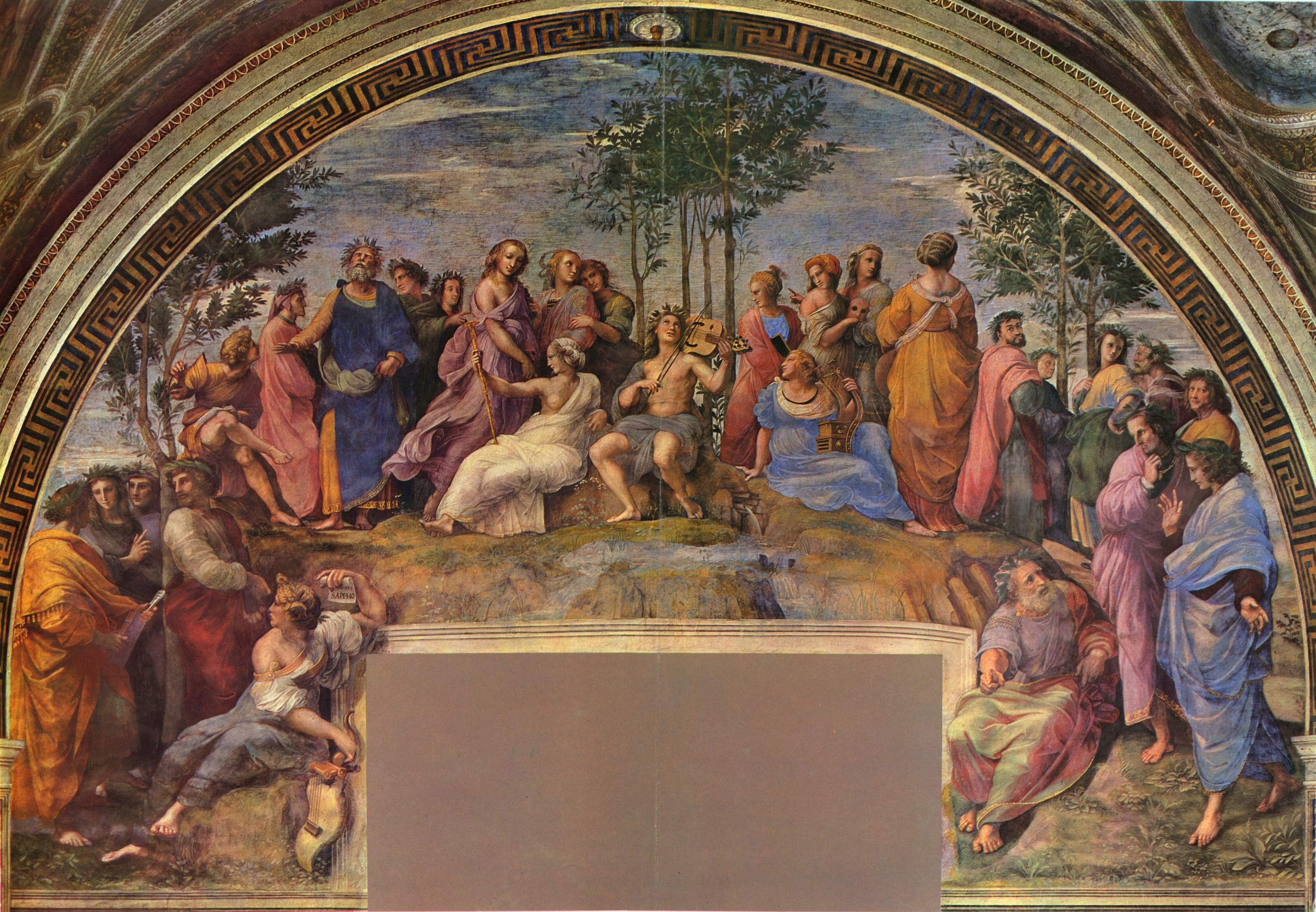
Rafaël, Parnassus

## Kardinale deugden
Op de vierde muur zijn drie van de vier kardinale deugden afgebeeld: wijsheid, moed en matigheid. De vierde en belangrijkste kardinale deugd, de rechtvaardigheid, is op het plafond geschilderd. Deze fresco's zijn vervaardigd in 1511.

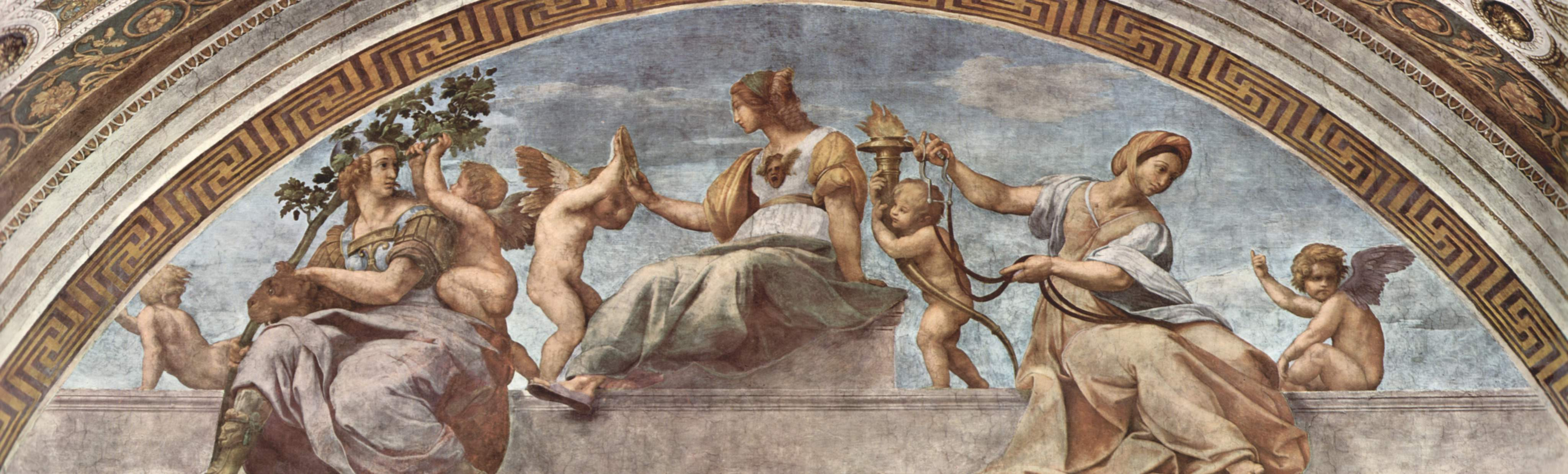
Rafaël, Drie van de vier kardinale deugden